# Killing Machine (banda)
Killing Machine é uma banda americana de heavy metal fundada por Peter Scheithauer. A banda lançou três álbuns: o auto intitulado "Killing Machine" em 2000, pela Candlelight Records, "Metalmorphis" em 2006, pela Mausoleum Records e "Chapter One" em 2010, pela gravadora Axe Killer.
Os primeiros dois álbuns incluíam David Ellefson (Megadeth), Stet Howland (W.A.S.P.) e Mike Vescera (Obsession, Loudness, Yngwie Malmsteen).
Em 2009 Csaba Zvekan entrou na banda e assumiu os vocais e a composição. No verão de 2010 a banda fez diversas apresentações na Europa, lançando o álbum chamado "Chapter One". A banda tocou em inúmeros shows participando do  "Wacken Open Air", "Bloodstock Open Air", "Graspop Metal Meeting" e do "Foire aux vins".
A banda serviu de suporte ao ACDC durante o Black Ice World Tour em 2010, na França. Em 14 de novembro de 2011 a banda lançou o single com a faixa "Hellraiser" para o álbum posteriormente lançado de 2012, intitulado "Free Nation".

## Integrantes
- James Rivera - vocal
- Peter Scheithauer - guitarra
- Jochen Mayer - baixo
- Stet Howland - bateria

## Discografia
- 2000 - Killing Machine
- 2006 - Metalmorphosis
- 2010 - Chapter one
- 2011 - Free Nation